# Palazzo Scaglione-De Angelis
Il Palazzo Scaglione-De Angelis è un edificio di valore storico e architettonico di Napoli, situato in via San Giuseppe dei Nudi nel quartiere Avvocata.
Considerabile come una delle architetture civili più pregevoli situate sul cosiddetto colle della Costigliola, ha le sue origini nel XVI secolo. Infatti il lotto su cui sorge era già censito nel 1588, anno nel quale Giulio Cesare Carafa (?-1603), vescovo di Ostuni, cedette il suolo a Leonardo Cestaro, il quale vi edificò una casa con giardino. Non molto tempo dopo essa fu acquistata da Zenobia Scaglione (?-1617), baronessa di Ruoti, la quale provvedette all'ingrandimento dell'edificio che fu venduto nel 1663 alla famiglia De Angelis. Nel 1726, anno in cui fu aggiornata la Platea del colle della Costigliola realizzata nel 1614 dall'architetto Giovan Giacomo Di Conforto, risultava appartenente al marchese Leone De Angelis, il quale fu con ogni probabilità il committente del grande rinnovamento settecentesco che caratterizza ancora l'aspetto complessivo del palazzo. Riguardo ai lavori di abbellimento artistico degli interni che certamente si ebbero nella prima metà del XVIII secolo si sa con certezza che il pittore solimenesco Andrea D'Aste (1673-1721) ne affrescò la galleria.
Si presenta come un edificio di tre piani dalla forma rettangolare, al quale si accede attraverso un sontuoso portale settecentesco che forma un tutt'uno, rigorosamente in piperno, con il sagomato e mistilineo balcone maggiore del piano nobile. A seguire vi è un lungo androne, leggermente inclinato e voltato a vela, che raddoppia le arcate formando un portico, al centro del quale, sulla sinistra, vi è una rampa d'invito a imbuto, fiancheggiata da due ampie volute ornamentali in piperno, che porta dopo pochi gradini allo scalone di rappresentanza vero e proprio, composto da due rampanti paralleli e voltato a crociera. Oltrepassato il sopracitato portico si raggiunge il cortile a pianta rettangolare.
Il palazzo è adibito a condominio privato in condizioni di forte degrado complessivo. Il cortile risulta attualmente (anno 2025) soggetto a lavori di manutenzione.

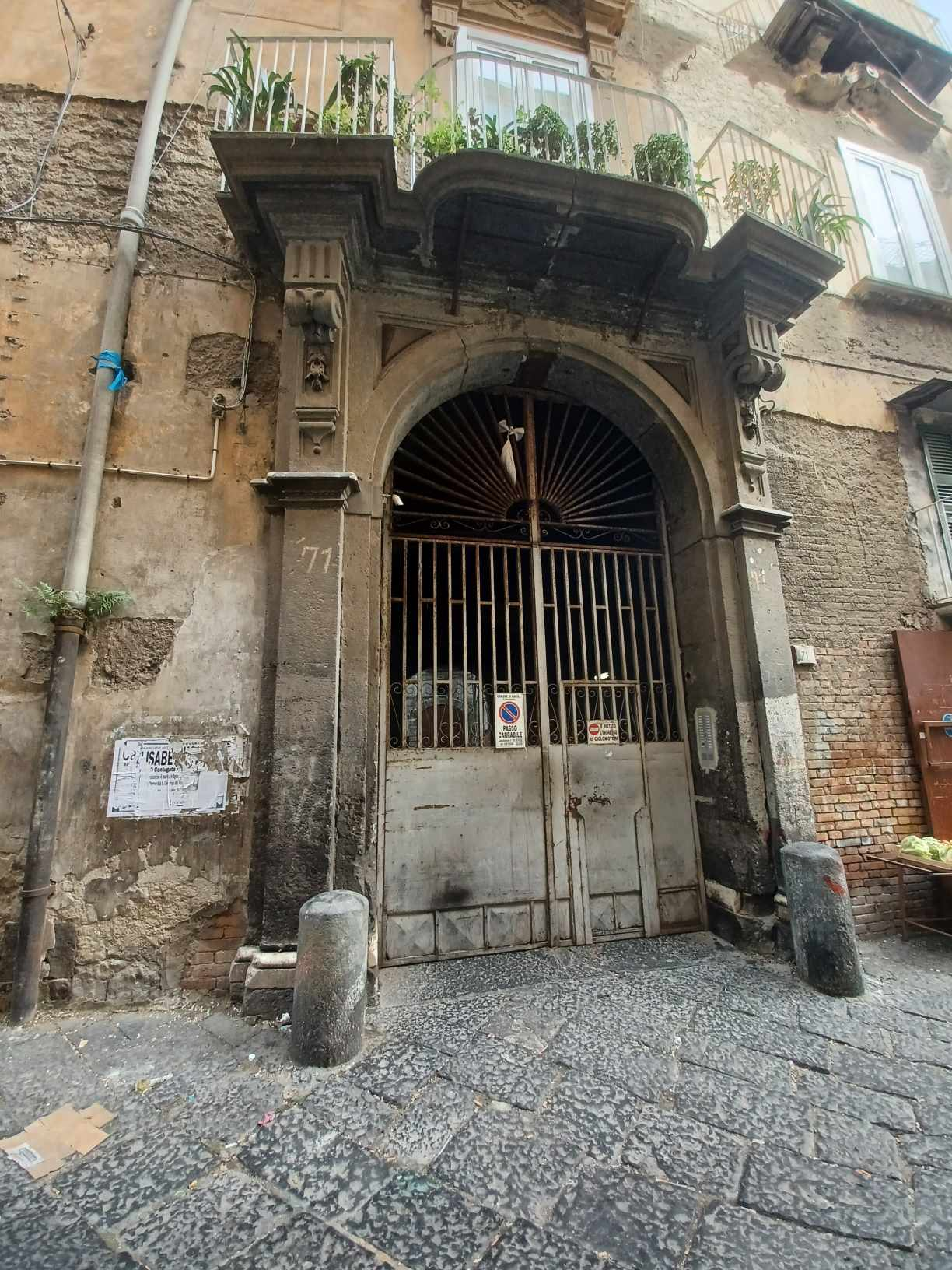
Il portale in piperno
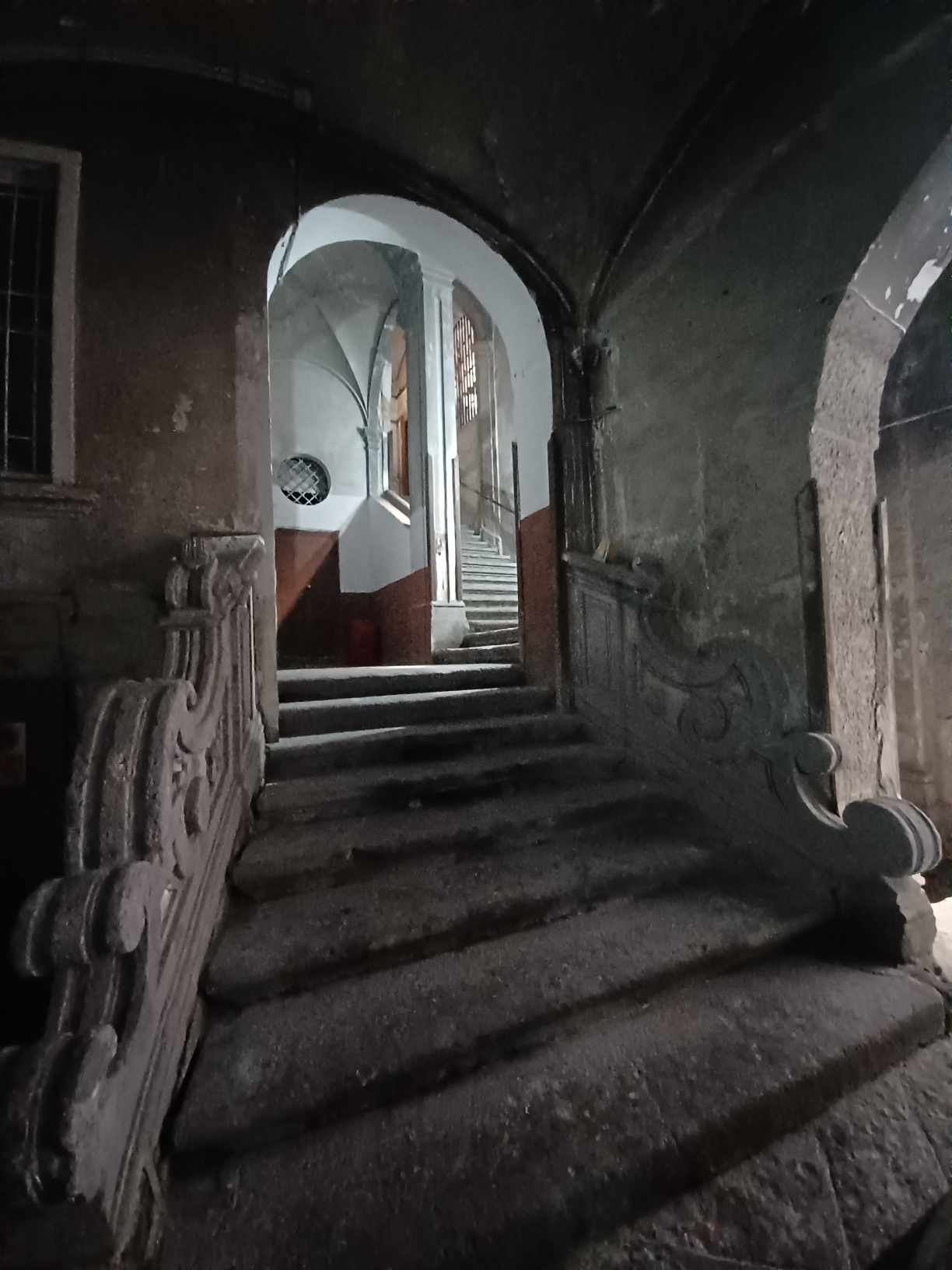
Lo scalone di rappresentanza